# لاي (دائرة انتخابية في المملكة المتحدة)
لاي (بالإنجليزية: Leigh)‏ هي إحدى الدوائر الانتخابية في المملكة المتحدة الممثلة في مجلس العموم في برلمان المملكة المتحدة.
عضو البرلمان الذي يمثلها حالياً هو :Rt Hon Andy Burnham (Lab).